# David Lewis Davies
Pour les articles homonymes, voir David Davies (homonymie) et Davies.
David Lewis Davies, né en 1873 et mort le 25 novembre 1937, est un homme politique britannique du parti travailliste. Il est Membre du Parlement (MP) pour Pontypridd de 1931 à 1937.